# Romanización del georgiano

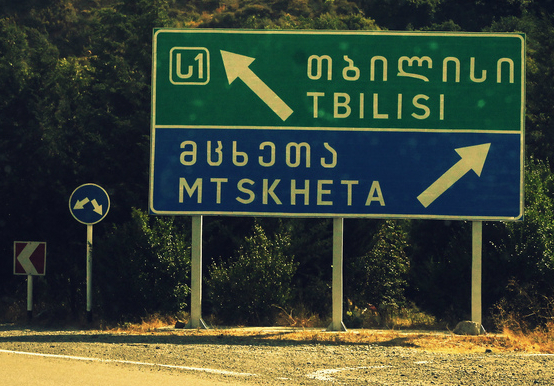
Mtsjeta Y Tbilisi romanizados

La romanización del georgiano es el proceso de transliterar el idioma georgiano del alfabeto georgiano al alfabeto latino.

## Sistema nacional de romanización del georgiano
Este sistema, adoptado en febrero de 2002 por el Ministerio de asuntos exteriores de Geodesia y Cartografía de Georgia y el Instituto de Lingüística, Academia Nacional de Ciencias de Georgia, estableció un sistema de transliteración del alfabeto georgiano al alfabeto latino. El sistema ya era usado, desde 1998, en licencias de conducir. Es también utilizado por BGN y PCGN desde 2009, así como en el traductor de Google.

## Sistema no oficial de romanización
A pesar de su popularidad este sistema a veces dirige a ambigüedad. El sistema es mayoritariamente utilizado en redes sociales, foros, salas de chat, etc. El sistema es en parte influido por la disposición común del diseño del teclado georgiano que distingue entre mayúsculas y minúsculas y que une cada letra del alfabeto (siete de ellos: T, W, R, S, J, Z, C con la ayuda de la tecla mayus para hacer otra letra).

## Estándar ISO
ISO 9984:1996, "Transliteración de caracteres georgianos en caracteres latinos", se revisó y confirmó por última vez en 2010. Los principios guía en el estándar son los siguientes:
- Sin dígrafos, es decir, una letra latina por letra georgiana (aparte del apóstrofo "Coma alta descentrada" (ISO 5426), que se asigna[3] a "Combinando coma arriba a la derecha" (U+0315) en Unicode, para consonantes aspiradas, mientras que las eyectivas no están marcadas, por ejemplo: კ → k, ქ → k̕
- Los caracteres extendidos son en su mayoría letras latinas con caron (haček – ž, š, č̕, č, ǰ), con la excepción de "g macron" ღ → ḡ. Los caracteres extendidos arcaicos son ē, ō y ẖ (h con una línea debajo).
- Sin mayúsculas, ya que no aparece en el guion original y para evitar confusiones con las supuestas transcripciones ad hoc populares de caracteres caron como mayúsculas. (por ejemplo, შ como S para š)

## Tabla de transliteración
| Georgian letter | IPA       | National system (2002) | BGN/PCGN (1981—2009) | ISO 9984 (1996) | ALA-LC (1997) | Unofficial system | Kartvelo translit | NGR2  |
| --------------- | --------- | ---------------------- | -------------------- | --------------- | ------------- | ----------------- | ----------------- | ----- |
| ა               | /ɑ/       | a                      | a                    | a               | a             | a                 | a                 | a     |
| ბ               | /b/       | b                      | b                    | b               | b             | b                 | b                 | b     |
| გ               | /ɡ/       | g                      | g                    | g               | g             | g                 | g                 | g     |
| დ               | /d/       | d                      | d                    | d               | d             | d                 | d                 | d     |
| ე               | /ɛ/       | e                      | e                    | e               | e             | e                 | e                 | e     |
| ვ               | /v/       | v                      | v                    | v               | v             | v                 | v                 | v     |
| ზ               | /z/       | z                      | z                    | z               | z             | z                 | z                 | z     |
| ჱ               | /eɪ/      |                        | ey                   | ē               | ē             | é                 | ej                | ẽ     |
| თ               | /tʰ/      | t                      | tʼ                   | t̕               | tʻ            | T or t            | t                 | t / t̊ |
| ი               | /i/       | i                      | i                    | i               | i             | i                 | i                 | i     |
| კ               | /kʼ/      | kʼ                     | k                    | k               | k             | k                 | ǩ                 | k̉     |
| ლ               | /l/       | l                      | l                    | l               | l             | l                 | l                 | l     |
| მ               | /m/       | m                      | m                    | m               | m             | m                 | m                 | m     |
| ნ               | /n/       | n                      | n                    | n               | n             | n                 | n                 | n     |
| ჲ               | /i/, /j/  |                        | j                    | y               | y             |                   | j                 | ĩ     |
| ო               | /ɔ/       | o                      | o                    | o               | o             | o                 | o                 | o     |
| პ               | /pʼ/      | pʼ                     | p                    | p               | p             | p                 | p̌                 | p̉     |
| ჟ               | /ʒ/       | zh                     | zh                   | ž               | ž             | J, zh or j        | ž                 | g̃     |
| რ               | /r/       | r                      | r                    | r               | r             | r                 | r                 | r     |
| ს               | /s/       | s                      | s                    | s               | s             | s                 | s                 | s     |
| ტ               | /tʼ/      | tʼ                     | t                    | t               | t             | t                 | t̆                 | t̉     |
| ჳ               | /w/       |                        |                      | w               | w             |                   | ŭ                 | f̃     |
| უ               | /u/       | u                      | u                    | u               | u             | u                 | u                 | u     |
| ფ               | /pʰ/      | p                      | pʼ                   | p̕               | pʻ            | p or f            | p                 | p / p̊ |
| ქ               | /kʰ/      | k                      | kʼ                   | k̕               | kʻ            | q or k            | q or k            | k / k̊ |
| ღ               | /ʁ/       | gh                     | gh                   | ḡ               | ġ             | g, gh or R        | g, gh or R        | q̃     |
| ყ               | /qʼ/      | qʼ                     | q                    | q               | q             | y                 | q                 | q     |
| შ               | /ʃ/       | sh                     | sh                   | š               | š             | sh or S           | š                 | x     |
| ჩ               | /t͡ʃ(ʰ)/   | ch                     | chʼ                  | č̕               | čʻ            | ch or C           | č                 | c̃     |
| ც               | /t͡s(ʰ)/   | ts                     | tsʼ                  | c̕               | cʻ            | c or ts           | c                 | c     |
| ძ               | /d͡z/      | dz                     | dz                   | j               | ż             | dz or Z           | ʒ                 | d̃     |
| წ               | /t͡sʼ/     | tsʼ                    | ts                   | c               | c             | w, c or ts        | ʃ                 | c̉     |
| ჭ               | /t͡ʃʼ/     | chʼ                    | ch                   | č               | č             | W, ch or tch      | ʃ̌                 | j̉     |
| ხ               | /χ/       | kh                     | kh                   | x               | x             | x or kh (rarely)  | x                 | k̃     |
| ჴ               | /q/, /qʰ/ |                        | qʼ                   | ẖ               | x̣             |                   | q̌                 | q̊     |
| ჯ               | /d͡ʒ/      | j                      | j                    | ǰ               | j             | j                 | -                 | j     |
| ჰ               | /h/       | h                      | h                    | h               | h             | h                 | h                 | h     |
| ჵ               | /oː/      |                        |                      | ō               | ō             |                   | ȯ                 | h̃     |